# Quercus aucheri
Quercus aucheri — вид рослин з родини Букові (Fagaceae); поширений на Східних Егейських островах і в Туреччині.

## Опис
Невелике вічнозелене дерево або кущ. Почергово розташовані листки лопатеві або зубчасті, 0.9–4 × 0.9–2 см, широко довгасті або яйцюваті, голі зверху або іноді злегка волосаті, блідо-сірі, густо волосаті знизу; край цілий або зубчастий; верхівка округла; ніжка листка відсутня або дуже коротка (до 0.6 см), сіро-волосата. Чоловічі суцвіття (сережки) складаються з дрібних жовтувато-зелених квіток. Жолуді типово коричневі, жовтувато-коричневі, жовті, світло-зелені, глибоко-зелені або сірувато-зелені, 1.8–2.2 см, яйцюваті, дозрівають на другий рік; ніжка відсутня або дуже коротка; чашка 2 см у діаметрі, вкриває половину горіха. Рослина часто нижче 3 м, рідко сягає 10 м у висоту.

## Поширення
Поширений на Східних Егейських островах (Греція) і в пд.-зх. Туреччині. 
Зростає переважно на вапняних схилах між 0 і 450 м над рівнем моря. Може рости в напівтіні або без тіні. Віддає перевагу від суглинку до важкого глинистого ґрунту; населяє кислі, нейтральні та основні ґрунти, які є вологими чи сухими.

## Використання
Загалом дуби в Туреччині використовуються для багатьох цілей, таких як дрова, деревина, недерев'яні вироби, випас тощо. Жолуді Quercus aucheri є солодкими та їстівними — їх збирають місцеві жителі для їжі. Також жолуді використовуються як кава, і як лікарські засоби.

## Загрози
На Егейських островах дерева Quercus aucheri були деградовані місцевими людьми через незаконну вирубку лісів, перепас, збирання жолудів. У Туреччині є загроза зміни клімату для цього виду; також дерева Quercus aucheri були деградовані місцевими людьми. У Туреччині дерево зустрічається в районах, що перебувають у туристичному розвитку.